# Laposmolyfélék
A laposmolyfélék (Depressariidae) a valódi lepkék (Glossata) alrendjébe tartozó Gelechioidea öregcsalád egyik, az egész Földön elterjedt, nagy fajszámú családja. A közelmúltig a díszmolyok (Oecophoridae) egyik alcsaládjának (Depressariinae) tartották őket.

## Elterjedésük
Hazánkban 61 fajuk él.
Közepes méretű molylepkék. Egyes fajok hernyói lágyszárúakban, mások fás növényeken élnek. Egyes hernyók a tápnövény összehúzott levelei között táplálkoznak (Mészáros, 2005).

## Rendszertani felosztásuk a magyarországi fajokkal
A családot az egyes rendszertanászok eltérő számú nemre bontják. Egyes szerzők a laposmolyfélék között tüntetik fel a Telechrysis és a Hypercalis nemeket is; mi ezeket az erdei díszmolyféléknél (Amphisbatidae) szerepeltetjük.
További, olyan nemeket, amelyeket mi ebben a taxonban tárgyalunk:
- Anchinia,
- Luquetia,
- Orophia

egyes rendszertanok továbbra is a  a díszmolyfélékhez (Oecophoridae) tartozónak tekintenek.
- Acria egy fajjal:
- Afdera
- Agonopterix (Hb., 1825)
  - sárgarépa-laposmoly (Agonopterix adspersella Kollar, 1832) – Magyarországon többfelé előfordul (Buschmann, 2003; Pastorális, 2011; Pastorális & Szeőke, 2011)
  - bürökmoly (Agonopterix alstromeriana Clerck, 1759) – Magyarországon közönséges (Fazekas, 2001; Buschmann, 2003; Pastorális, 2011; Pastorális & Szeőke, 2011)
  - angyalgyökér-laposmoly (Agonopterix angelicella Hb., 1813) – Magyarországon szórványos (Pastorális, 2011)
  - ördögszem-laposmoly (Agonopterix arenella Denis & Schiffermüller, 1775) – Magyarországon közönséges (Fazekas, 2001; Buschmann, 2003; Pastorális, 2011; Pastorális & Szeőke, 2011)
  - seprőzanót-laposmoly (Agonopterix assimilella Treitschke, 1832) – Magyarországon közönséges (Fazekas, 2001; Pastorális, 2011; Pastorális & Szeőke, 2011)
  - völgycsillag-laposmoly (Agonopterix astrantiae Heinemann, 1870) – Magyarországon többfelé előfordul (Fazekas, 2001; Pastorális, 2011)
  - pettyegetett laposmoly (Agonopterix atomella Denis & Schiffermüller, 1775) – Magyarországon többfelé előfordul (Buschmann, 2003; Pastorális, 2011; Pastorális & Szeőke, 2011)
  - aggófűrágó laposmoly (Agonopterix capreolella Zeller, 1839) – Magyarországon szórványos (Pastorális, 2011)
  - aszatfúró laposmoly (Agonopterix carduella Hb.r, 1817) – Magyarországon többfelé előfordul (Pastorális, 2011)
  - nagy laposmoly (Agonopterix ciliella Stainton, 1849) – Magyarországon közönséges (Fazekas, 2001; Buschmann, 2003; Pastorális, 2011; Pastorális & Szeőke, 2011)
  - ördögszekérfúró laposmoly (Agonopterix cnicella (Treitschke, 1832) – Magyarországon sokfelé előfordul (Pastorális, 2011; Pastorális & Szeőke, 2011)
  - fűz-laposmoly (Agonopterix conterminella (Zeller, 1839) – Magyarországon többfelé előfordul (Pastorális, 2011; Pastorális & Szeőke, 2011)
  - hamvasvörös laposmoly (Agonopterix curvipunctosa, A. zephyrella Haworth, 1811) – Magyarországon sokfelé előfordul (Fazekas, 2001; Buschmann, 2003; Pastorális, 2011; Pastorális & Szeőke, 2011)
  - zergevirág-laposmoly (Agonopterix doronicella Wocke, 1849) – Magyarországon szórványos (Pastorális, 2011)
  - ezerjófű-laposmoly (Agonopterix furvella Treitschke, 1832) – Magyarországon közönséges (Buschmann, 2003; Mészáros, 2005; Pastorális, 2011; Pastorális & Szeőke, 2011)
  - közönséges laposmoly (Agonopterix heracliana, A. applana L., 1758) – Magyarországon közönséges (Fazekas, 2001; Buschmann, 2003; Pastorális, 2011; Pastorális & Szeőke, 2011)
  - gurgolya-laposmoly (Agonopterix hippomarathri Nickerl, 1864) – Magyarországon sokfelé előfordul (Pastorális, 2011; Pastorális & Szeőke, 2011)
  - orbáncfűrágó laposmoly (Agonopterix hypericella Hb., 1817) – Magyarországon szórványos (Pastorális, 2011)
  - mézszínű laposmoly (Agonopterix kaekeritziana, A. flavella L., 1767) – Magyarországon közönséges (Fazekas, 2001; Buschmann, 2003; Pastorális, 2011)
  - búzavirág-laposmoly (Agonopterix laterella Denis & Schiffermüller, 1775) – Magyarországon többfelé előfordul (Fazekas, 2001; Pastorális, 2011)
  - orbáncfű-laposmoly (Agonopterix liturosa, A. liturella Haworth, 1811) – Magyarországon sokfelé előfordul (Buschmann, 2003; Pastorális, 2011; Pastorális & Szeőke, 2011)
  - bábakalács-laposmoly (Agonopterix nanatella Stainton, 1849) – Magyarországon sokfelé előfordul (Buschmann, 2003; Pastorális, 2011; Pastorális & Szeőke, 2011)
  - okkerszínű laposmoly (Agonopterix nervosa, A. costosa Haworth, 1811) – Magyarországon közönséges (Fazekas, 2001; Buschmann, 2003; Pastorális, 2011; Pastorális & Szeőke, 2011)
  - szemes laposmoly (Agonopterix ocellana Fabricius, 1775) – Magyarországon sokfelé előfordul (Fazekas, 2001; Pastorális, 2011)
  - kocsord-laposmoly (Agonopterix oinochroa Turati, 1879) – Magyarországon sokfelé előfordul (Fazekas, 2001; Pastorális, 2011; Pastorális & Szeőke, 2011)
  - sápadt laposmoly (Agonopterix pallorella, A. subpallorella Zeller, 1839) – Magyarországon sokfelé előfordul (Fazekas, 2001; Buschmann, 2003; Pastorális, 2011; Pastorális & Szeőke, 2011)
  - nyúlköményfonó laposmoly (Agonopterix parilella Treitschke, 1835) – Magyarországon többfelé előfordul (Pastorális, 2011; Pastorális & Szeőke, 2011)
  - acsalapu-laposmoly (Agonopterix petasitis Standfuss, 1851) – Magyarországon szórványos (Pastorális, 2011)
  - aszatmoly (Agonopterix propinquella Treitschkee, 1835) – Magyarországon közönséges (Fazekas, 2001; Buschmann, 2003; Pastorális, 2011; Pastorális & Szeőke, 2011)
  - bíborszínű laposmoly (Agonopterix purpurea Haworth, 1811) – Magyarországon közönséges (Fazekas, 2001; Pastorális, 2011; Pastorális & Szeőke, 2011)
  - kocsordfonó laposmoly (Agonopterix putridella Denis & Schiffermüller, 1775) – Magyarországon szórványos (Buschmann, 2003; Pastorális, 2011)
  - porszürke laposmoly (Agonopterix rotundella Douglas, 1846) – Magyarországon többfelé előfordul (Buschmann, 2003; Pastorális, 2011)
  - nyúlkömény- laposmoly (Agonopterix selini Heinemann, 1870) – Magyarországon szórványos (Pastorális, 2011)
  - aggófű-laposmoly (Agonopterix senecionis Nickerl, 1864) – Magyarországon szórványos (Pastorális, 2011)
  - sujtár-laposmoly (Agonopterix silerella Stainton, 1865) – Magyarországon szórványos (Pastorális, 2011)
  - imolafúró laposmoly (Agonopterix subpropinquella Stainton, 1849) – Magyarországon szórványos (Pastorális, 2011)
  - mediterrán laposmoly (Agonopterix thapsiella Zeller, 1847) – Magyarországon szórványos (Pastorális, 2011)
  - köményszövő laposmoly (Agonopterix yeatiana Fabricius, 1781) – Magyarországon közönséges (Fazekas, 2001; Buschmann, 2003; Pastorális, 2011; Pastorális & Szeőke, 2011)
- Agriocoma
- boroszlánmoly (Anchinia Hb., 1825)
  - ibolyaszín boroszlánmoly (Anchinia cristalis Scopoli, 1763) – Magyarországon többfelé előfordul (Pastorális, 2011)-
  - henyeboroszlánmoly (Anchinia laureolella Herrich-Schäffer, 1854) – Magyarországon többfelé előfordul (Pastorális, 2011)
  - nagy boroszlánmoly (Anchinia daphnella Denis & Schiffermüller, 1775) – Magyarországon többfelé előfordul (Pastorális, 2011)
- Ancipita
- Apachea
- Athrinacia
- Auxotricha
- Bibarrambla
- Chariphylla
- Comotechna
- Compsistis
- Coptotelia
- Costoma
- Cryptolechia Zeller, 1852 – mintegy 170 fajjal
- Deloryctis
- Depressaria (Haworth, 1811)
  - fehérüröm-laposmoly (Depressaria absynthiella Herrich-Schäffer, 1865) – Magyarországon szórványos (Fazekas, 2001; Pastorális, 2011)
  - fehérpettyes laposmoly (Depressaria albipunctella Denis & Schiffermüller, 1775) – Magyarországon közönséges (Fazekas, 2001; Buschmann, 2003; Pastorális, 2011; Pastorális & Szeőke, 2011)
  - mezeiüröm-laposmoly (Depressaria artemisiae Nickerl, 1862) – Magyarországon szórványos (Pastorális, 2011)
  - pasztinák-laposmoly (Depressaria badiella Hb., 1796) – Magyarországon közönséges (Buschmann, 2003; Pastorális, 2011; Pastorális & Szeőke, 2011)
  - vonalkás laposmoly (Depressaria cervicella Herrich-Schäffer, 1854) – Magyarországon szórványos (Fazekas, 2001; Pastorális, 2011)
  - baraboly-laposmoly (Depressaria chaerophylli Zeller, 1839) – Magyarországon közönséges (Buschmann, 2003; Fazekas, 2001; Pastorális, 2011)
  - levantei laposmoly (Depressaria corticinella Zeller, 1865) – Magyarországon sokfelé előfordul (Buschmann, 2003; Fazekas, 2001; Pastorális, 2011)
  - köménylakó laposmoly (köménymoly, Depressaria daucella, D. nervosa Denis & Schiffermüller, 1775) – Magyarországon szórványos (Mészáros, 2005; Pastorális, 2011; Pastorális & Szeőke, 2011)
  - fakó laposmoly (Depressaria depressana, D. depressella Fabricius, 1775) – Magyarországon közönséges (Fazekas, 2001; Buschmann, 2003; Pastorális, 2011; Pastorális & Szeőke, 2011)
  - erősfűmoly (Depressaria dictamnella, D. daucella Treitschke, 1835) – Magyarországon sokfelé előfordul (Pastorális, 2011)
  - sárgarépamoly (Depressaria douglasella Stainton, 1849) – Magyarországon közönséges (Buschmann, 2003; Pastorális, 2011; Pastorális & Szeőke, 2011)
  - fehérfejű laposmoly (Depressaria emeritella Stainton, 1849) – Magyarországon szórványos (Fazekas, 2001; Pastorális, 2011)
  - csillogó laposmoly (Depressaria marcella Rebel, 1901) – Magyarországon többfelé előfordul (Pastorális, 2011)
  - cickafark-laposmoly (Depressaria olerella Zeller, 1854) – Magyarországon közönséges (Buschmann, 2003; Pastorális, 2011; Pastorális & Szeőke, 2011)
  - földitömjén-laposmoly (Depressaria pimpinellae Zeller, 1839) – Magyarországon közönséges (Fazekas, 2001; Buschmann, 2003; Pastorális, 2011; Pastorális & Szeőke, 2011)
  - vadrépa-laposmoly (Depressaria pulcherrimella Stainton, 1849) – Magyarországon szórványos (Pastorális, 2011)
  - medvetalp-laposmoly (Depressaria radiella, D. heracliana, D. pastinacella, D. heraclei Goeze, 1783) – Magyarországon szórványos (Fazekas, 2001; Buschmann, 2003; Pastorális, 2011; Pastorális & Szeőke, 2011)
  - csomorika-laposmoly (Depressaria ultimella Stainton, 1849) – Magyarországon többfelé előfordul (Fazekas, 2001; Pastorális, 2011; Pastorális & Szeőke, 2011)
- Doina
- Doshia
- Ectaga
- Epichostis
- Erithyma
- Eupragia
- Eutorna
- Exaeretia (Stainton, 1849)
  - molyhostölgyes-laposmoly (Exaeretia preisseckeri Rebel, 1937) – Magyarországon közönséges (Buschmann, 2003; Pastorális, 2011; Pastorális & Szeőke, 2011)
  - fekete tövű laposmoly (Exaeretia culcitella Herrich-Schäffer, 1854) – Magyarországon többfelé előfordul (Pastorális, 2011; Pastorális & Szeőke, 2011)
- Filinota
- Gnathotona
- Gonada
- Gonionota
- Habrophylax
- Hamadera
- Hastamea
- Himmacia
- Himotica
- Idiocrates
- Iphimachaera
- Levipalpus
- Lucyna
- Luquetia (Leraut, 1991)
  - kökényszövő laposmoly (Luquetia lobella Denis & Schiffermüller, 1775) – Magyarországon közönséges (Fazekas, 2001; Buschmann, 2003; Pastorális, 2011; Pastorális & Szeőke, 2011)
- Machimia
- Maesara
- Muna
- Nedenia
- Nematochares
- Nites
- Orophia (Hb., 1825)
  - fehérmintás díszmoly (Orophia denisella Denis & Schiffermüller, 1775) – Magyarországon szórványos (Pastorális, 2011)
  - rozsdamintás díszmoly (Orophia ferrugella Denis & Schiffermüller, 1775) – Magyarországon sokfelé előfordul (Pastorális, 2011; Pastorális & Szeőke, 2011)
  - sárgamintás díszmoly (Orophia sordidella Hb., 1796) – Magyarországon szórványos (Pastorális, 2011)
- Osmarina
- Paepia
- Palaeodepressaria
- Palinorsa
- Perzelia
- Philtronoma
- Pholcobates
- Phytomimia
- Profilinota
- Pseudocentris
- Psilocorsis
- Psittacastis
- Psorosticha
- Rhindoma
- Scoliographa
- Semioscopis (Hb., 1825)
  - mogyorószövő laposmoly (Semioscopis avellanella Hb., 1793) – Magyarországon közönséges (Fazekas, 2001; Buschmann, 2003; Pastorális, 2011; Pastorális & Szeőke, 2011)
  - nyírszövő laposmoly (Semioscopis oculella, S. anella Thunberg, 1794) – Magyarországon többfelé előfordul (Pastorális, 2011)
  - levélszövő laposmoly (Semioscopis steinkellneriana Denis & Schiffermüller, 1775) – Magyarországon sokfelé előfordul (Fazekas, 2001; Buschmann, 2003; Pastorális, 2011; Pastorális & Szeőke, 2011)
  - nyárfaszövő laposmoly (Semioscopis strigulana Denis & Schiffermüller – Magyarországon sokfelé előfordul (Buschmann, 2003; Pastorális, 2011)
- Talitha
- Taruda
- Thalamarchella
- Tonica
- Trycherodes
- Zemiocrita